# Arnold Deraeymaeker
Arnold « Noulle » Deraeymaeker est un footballeur et entraîneur belge, né le 3 octobre 1916 à Anderlecht (Belgique) et mort le 11 avril 1987.
Natif d'Anderlecht, Arnold Deraeymaeker rejoint le Sporting à l'âge de onze ans. Lorsque les Mauves sont champions de Division 1 série B (en fait la Division 2) et accèdent parmi l'élite du football belge, en 1935, il fait ses débuts comme attaquant dans l'équipe première. À l'époque, il joue avec Constant Vanden Stock et Albert Roosens, deux futurs dirigeants d'Anderlecht.
Après la guerre, il joue encore une saison au NSAC Tervuren avant de raccrocher les crampons et devenir formateur au sein du club anderlechtois.
En 1966, il devient l'adjoint de l'entraîneur hongrois András Béres, avant de lui succéder la saison suivante. Il conduit alors les Mauves vers un titre de Champion de Belgique. Remplacé par le roumain Norberto Höfling, il retourne dans l'encadrement technique du club. Il remplace à son tour son successeur démissionnaire au début de 1970 et termine la saison.
Comme formateur, il a contribué à lancer des joueurs comme Laurent Verbiest, Wilfried Puis ou Jacky Stockman.

## Palmarès
- Vice-Champion de Belgique en 1944 avec le RSC Anderlecht (comme joueur)
- Champion de Belgique en 1968 avec le RSC Anderlecht (comme entraîneur)